# Ohleriella
Ohleriella är ett släkte av svampar. Ohleriella ingår i familjen Delitschiaceae, ordningen Pleosporales, klassen Dothideomycetes, divisionen sporsäcksvampar och riket svampar.
|            | Semidelitschia                           |
|            |                                          |
|            | Delitschia                               |
|            |                                          |
| Ohleriella | \| \| Ohleriella neomexicana \| \| \| \| |
|            | \| \| Ohleriella neomexicana \| \| \| \| |
|            | Ohleriella neomexicana                   |
|            |                                          |

|  | Ohleriella neomexicana |
|  |                        |